# Gärdslösa socken
Gärdslösa socken på Öland ingick i Runstens härad, uppgick 1969 i Borgholms stad och området ingår sedan 1971 i Borgholms kommun och motsvarar från 2016 Gärdslösa distrikt i Kalmar län.
Socknens areal är 53,97 kvadratkilometer, varav land 53,88. År 2000 fanns här 676 invånare. Sockenkyrkan Gärdslösa kyrka ligger i småorten Gärdslösa bestående av byarna norra och södra Gårdslösa. 

## Administrativ historik
Gärdslösa stenkyrka är uppförd på 1100-talet men i skriftliga källor omtalas socknen första gången 1283 ('de Gærisløso'). Byarna Övra och Nedra Bägby, Norra och Södra Gärdslösa, Jordsläta, Runsberga, Störlinge, Sättra och Tjusby hörde till Runstens härad medan säteriet Galltorp och byarna Hagby, Jämjö, Lindby och Sörby hörde fram till 1690-talet till Slättbo härad.
Vid kommunreformen 1862 övergick socknens ansvar för de kyrkliga frågorna till Gärdslösa församling och för de borgerliga frågorna till Gärdslösa landskommun. Denna senare utökades 1952 och uppgick 1969 i Borgholms stad, från 1971 Borgholms kommun. Församlingen uppgick 2006 i Gärdslösa, Långlöt och Runstens församling.
1 januari 2016 inrättades distriktet Gärdslösa, med samma omfattning som församlingen hade 1999/2000.
Socknen har tillhört samma fögderier och domsagor som Runstens härad. De indelta båtsmännen tillhörde 1:a Ölands båtsmankompani.

## Geografi
Gärdslösa socken ligger på östra Öland. Socknen består av bördig mark ovan och nedanför landborgen. Störlinge Gran, omnämnd på 1600-talet, är Ölands troligen enda naturliga granskog.

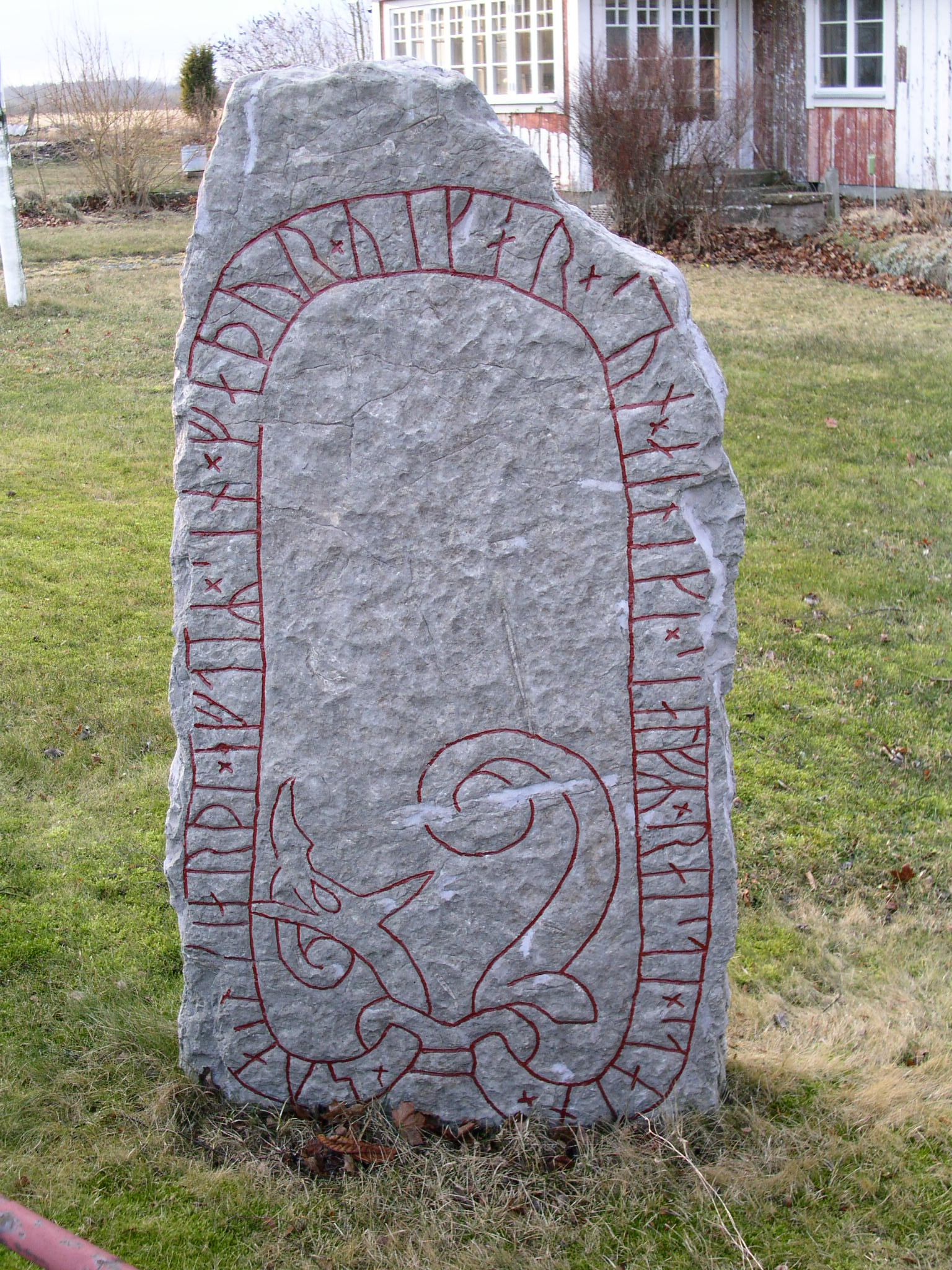
Ölands runinskrifter 39

## Fornminnen

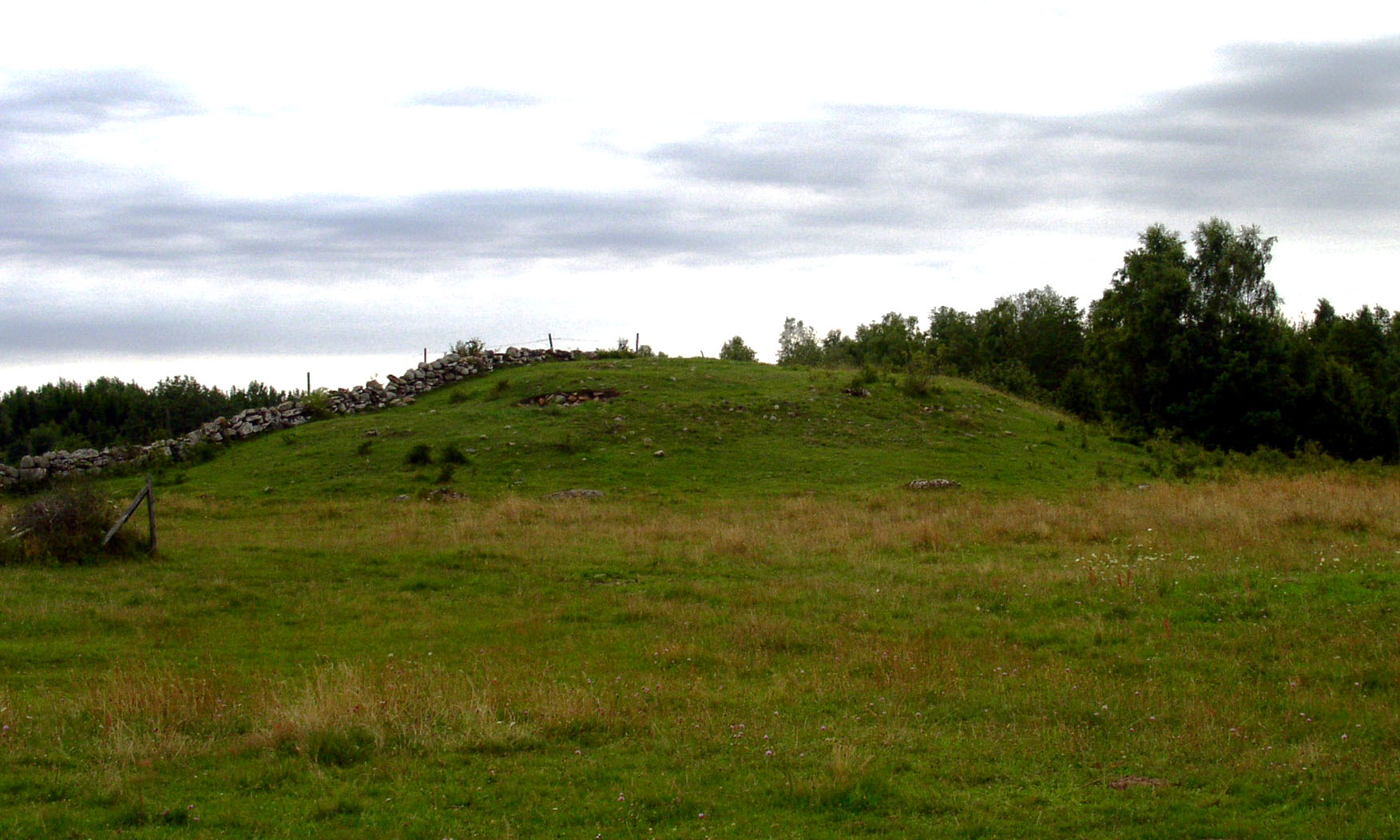
Tjushög

Gravrösen med stensättningar och resta stenar från bronsåldern med Tjushög samt dryga tiotalet järnåldersgravfält är kända. Skedemosse är landets största offerplats från järnåldern. Fem runristningar finns här.

## Namnet
Namnet (1283 Gärislöso), taget från kyrkorten, består av ett förled kan tolkas som rämna, reva, genombrytning i en vall, exempel av bäckarna/vattenflödena vid kyrkan och i Bägby. Efterledet lösa, äng.

## Kända personer från socknen
Erik Johan Stagnelius föddes och växte upp i prästgården. Prästgården drivs nu av en ideell förening i form av ett kulturarvscentrum som också vårdar minnet av Stagenlius.

## Befolkningsutveckling
| Befolkningsutvecklingen i Gärdslösa socken 1750–1990                                                    | Befolkningsutvecklingen i Gärdslösa socken 1750–1990 | Befolkningsutvecklingen i Gärdslösa socken 1750–1990 | Befolkningsutvecklingen i Gärdslösa socken 1750–1990 | Befolkningsutvecklingen i Gärdslösa socken 1750–1990 |
| --- | ---------------------------------------------------- | ---------------------------------------------------- | ---------------------------------------------------- | ---------------------------------------------------- |
| |                                                      |                                                      |                                                      |                                                      |
| År |                                                      |                                                      | Folkmängd                                            |                                                      |
| 1750 | 1750                                                 |                                                      | 947                                                  |                                                      |
| 1760 | 1760                                                 |                                                      | 1 104                                                |                                                      |
| 1769 | 1769                                                 |                                                      | 1 143                                                |                                                      |
| 1780 | 1780                                                 |                                                      | 1 232                                                |                                                      |
| 1790 | 1790                                                 |                                                      | 1 232                                                |                                                      |
| 1800 | 1800                                                 |                                                      | 1 346                                                |                                                      |
| 1810 | 1810                                                 |                                                      | 1 295                                                |                                                      |
| 1820 | 1820                                                 |                                                      | 1 343                                                |                                                      |
| 1830 | 1830                                                 |                                                      | 1 403                                                |                                                      |
| 1840 | 1840                                                 |                                                      | 1 500                                                |                                                      |
| 1850 | 1850                                                 |                                                      | 1 529                                                |                                                      |
| 1860 | 1860                                                 |                                                      | 1 637                                                |                                                      |
| 1870 | 1870                                                 |                                                      | 1 899                                                |                                                      |
| 1880 | 1880                                                 |                                                      | 1 860                                                |                                                      |
| 1890 | 1890                                                 |                                                      | 1 516                                                |                                                      |
| 1900 | 1900                                                 |                                                      | 1 273                                                |                                                      |
| 1910 | 1910                                                 |                                                      | 1 218                                                |                                                      |
| 1920 | 1920                                                 |                                                      | 1 186                                                |                                                      |
| 1930 | 1930                                                 |                                                      | 1 079                                                |                                                      |
| 1940 | 1940                                                 |                                                      | 1 058                                                |                                                      |
| 1950 | 1950                                                 |                                                      | 997                                                  |                                                      |
| 1960 | 1960                                                 |                                                      | 835                                                  |                                                      |
| 1970 | 1970                                                 |                                                      | 661                                                  |                                                      |
| 1980 | 1980                                                 |                                                      | 654                                                  |                                                      |
| 1990 | 1990                                                 |                                                      | 679                                                  |                                                      |
| Anm: Källor: Umeå universitet - Tabellverket 1749-1859, Demografiska databasen, CEDAR, Umeå universitet |                                                      |                                                      |                                                      |                                                      |

### Fotnoter
1. 1 2 3  Svensk Uppslagsbok andra upplagan 1947–1955: Gärdslösa socken
2. 1 2  Harlén, Hans; Harlén Eivy (2003). Sverige från A till Ö: geografisk-historisk uppslagsbok. Stockholm: Kommentus. Libris 9337075. ISBN 91-7345-139-8
3. ↑  Det medeltida Sverige 4:3 Öland
4. ↑  ”Församlingar”. Statistiska centralbyrån. https://www.scb.se/hitta-statistik/regional-statistik-och-kartor/regionala-indelningar/forsamlingar/. Läst 30 december 2022.
5. ↑  Administrativ historik för Gärdslösa socken (Klicka på församlingsposten). Källa: Nationella arkivdatabasen, Riksarkivet.
6. 1 2  Sjögren, Otto (1931). Sverige geografisk beskrivning del 2 Östergötlands, Jönköpings, Kronobergs, Kalmar och Gotlands län. Stockholm: Wahlström & Widstrand. Libris 9939
7. 1 2 3  Nationalencyklopedin
8. ↑  Fornlämningar, Statens historiska museum: Gärdslösa socken
9. ↑  Fornminnesregistret, Riksantikvarieämbetet: Gärdslösa socken Fornminnen i socknen erhålls på kartan genom att skriva in sockennamn (utan "socken") i "Ange geografiskt område"
10. ↑  Gårdslösa prästgård